# 金子英
金子 英（かねこ えい、1983年 - ）は、日本のアーティスト。コラージュを連想させる作風で知られる。慶應義塾大学環境情報学部卒業。東京を拠点に活動。